# 안데스키노돈
안데스키노돈(Andescynodon)은 트라이아스기 중기 아르헨티나에서 살았던 키노돈트 중 하나이다 안데스키노돈은 트레버소돈과중에서도 가장 초기에 등장한 종이다. 학명이명으로는 루스코니오돈(Rusconiodon)이 있다.